# Seekonk
Seekonk – miasto w Stanach Zjednoczonych, w stanie Massachusetts, w hrabstwie Bristol.